# Lake Puketirini
Der Lake Puketirini ist ein aus dem Kohletagebau entstandener See in der Region Waikato auf der Nordinsel von Neuseeland.

## Geographie
Der Lake Puketirini befindet sich westlich von Huntly West, einem Stadtteil von Huntly. Die Stadt befindet sich als Kleinstadt im Waikato District. Westlich angrenzend an dem See ist der Lake Waahi zu finden.
Der 54 Hektar große See besitzt bei einem Seeumfang von rund 3,05 km, eine Länge von rund 950 m in Westsüdwest-Ostnordost-Richtung und kommt an seiner breitesten Stelle auf rund 630 m in Nordnordwest-Südsüdost-Richtung. An seiner tiefsten Stelle misst der Lake Puketirini rund 64 m.

## Geschichte
Die Landschaft, in dem sich der heutige See befindet, bekam von den Māori ursprünglich den Namen „Puketirini“ verliehen, wobei „puke“ für „Hügel“ und „tirini“ für „Bäche“ steht.
Der ursprüngliche See, Lake Rotoiti, der Teil dieser Landschaft war, ging 1865 in den Besitz der Krone über und wurde 1929 für den Kohleabbau freigegeben. Bis 1986 wurde der See für den Bergbau dann trockengelegt. Zwischen 1940 und 1980 erwarb die Krone weiteres Land für den Kohlebergbau und für den staatlichen Wohnungsbau.
Kohle wurde zunächst von der State Coal Mines und dann von der Coal Corporation abgebaut. 1986 überführte die Krone den Besitz des Landes dann in die Coal Corporation, die 1996 in Solid Energy New Zealand Limited umbenannt wurde. 1993 stellte das Unternehmen den Kohletagebau ein und beantragte die Grube durch Wasserzulauf in einen See zu verwandeln. Die Grube war damit die erste neuseeländische Kohlegrube dieser Größe, die schließlich in einen See umgewandelt wurde. Im Jahr 2003 wurde das Gebiet um den See herum für Freizeitaktivitäten geöffnet und im Dezember 2006 erwarb der Waikato District Council eine Fläche von 104 Hektar einschließlich des Sees für Freizeitaktivitäten.

## Freizeitaktivitäten
Der See wird für zahlreiche Aktivitäten wie Schwimmen, Kajakfahren, Waka Ama, Tauchtraining, Bootfahren und Wasserski genutzt. Es führt auch einen Wanderweg rund um den See. Um Zugang zur Bootsrampe zu erhalten, muss man beim Waikato District Council einen Zugangsschlüssel erwerben. Während der Badesaison werden vorausschauend Proben von Cyanobakterien genommen.